# Litania (album Jacka Kaczmarskiego)
Litania – album studyjny Jacka Kaczmarskiego wydany w 1986 roku w Australii przez Iron Curtain Records. Płyta powstała podczas australijskiego tournée Jacka Kaczmarskiego. W jej wydaniu pomagały australijskie środowiska polskiej i czeskiej emigracji. Jest to pierwsza płyta Kaczmarskiego, na której towarzyszą artyście akompaniujący muzycy. 
Płyta została zarejestrowana w Melbourne w studio Saturn Recording Company. W Polsce ukazała się po raz pierwszy oficjalnie w 2004 roku w ramach 22-płytowej kompilacji Syn marnotrawny na CD wydanej nakładem Pomaton EMI.

## Twórcy[1]
- Jacek Kaczmarski – śpiew, gitara
- Peter Puk – gitara akustyczna, 12-strunowa i basowa, syntezator, Yamaha Digital Rhythm Programer, aranżacje (1-6)
- Małgorzata Wojdak-Warzel, Taňa Bukva, Peter Puk – chórki

Słowa: Jacek Kaczmarski, oprócz 6 – Natan Tenenbaum

Muzyka: Jacek Kaczmarski, oprócz 6 – Przemysław Gintrowski

## Lista utworów[1]
1. „Litania” (02:14)
2. „Świadectwo” (01:36)
3. „Katyń” (04:07)
4. „Nasza klasa” (02:24)
5. „Ballada pozytywna” (02:25)
6. „Modlitwa o wschodzie słońca” (02:26)
7. „Jałta” (03:40)
8. „Rublow” (05:04)
9. „Aleksander Wat” (03:12)
10. „Korespondencja klasowa” (08:56)

## Wydania[1]
- 1986 – Iron Curtain Records (nr kat. SSLP – 338601), (płyta winylowa wydana w Australii)
- 2004 – Album włączony do Syna marnotrawnego – zestawu 22 płyt wydanego przez Pomaton EMI
- 2007 – Włączony do Arki Noego – zestawu 37 płyt wydanego przez Pomaton EMI

## Okładka
- Okładka płyty „Litania”